# 江博明
江博明（1940年8月24日—2016年12月1日），男，台湾苗栗人，法国、台灣地球化学家，中央研究院地球科學研究所，國立臺灣大學地質科學系特聘講座教授，中央研究院院士。